# Mönchgut

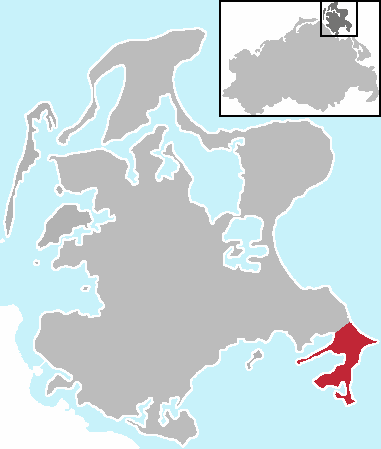
Mönchgut auf Rügen

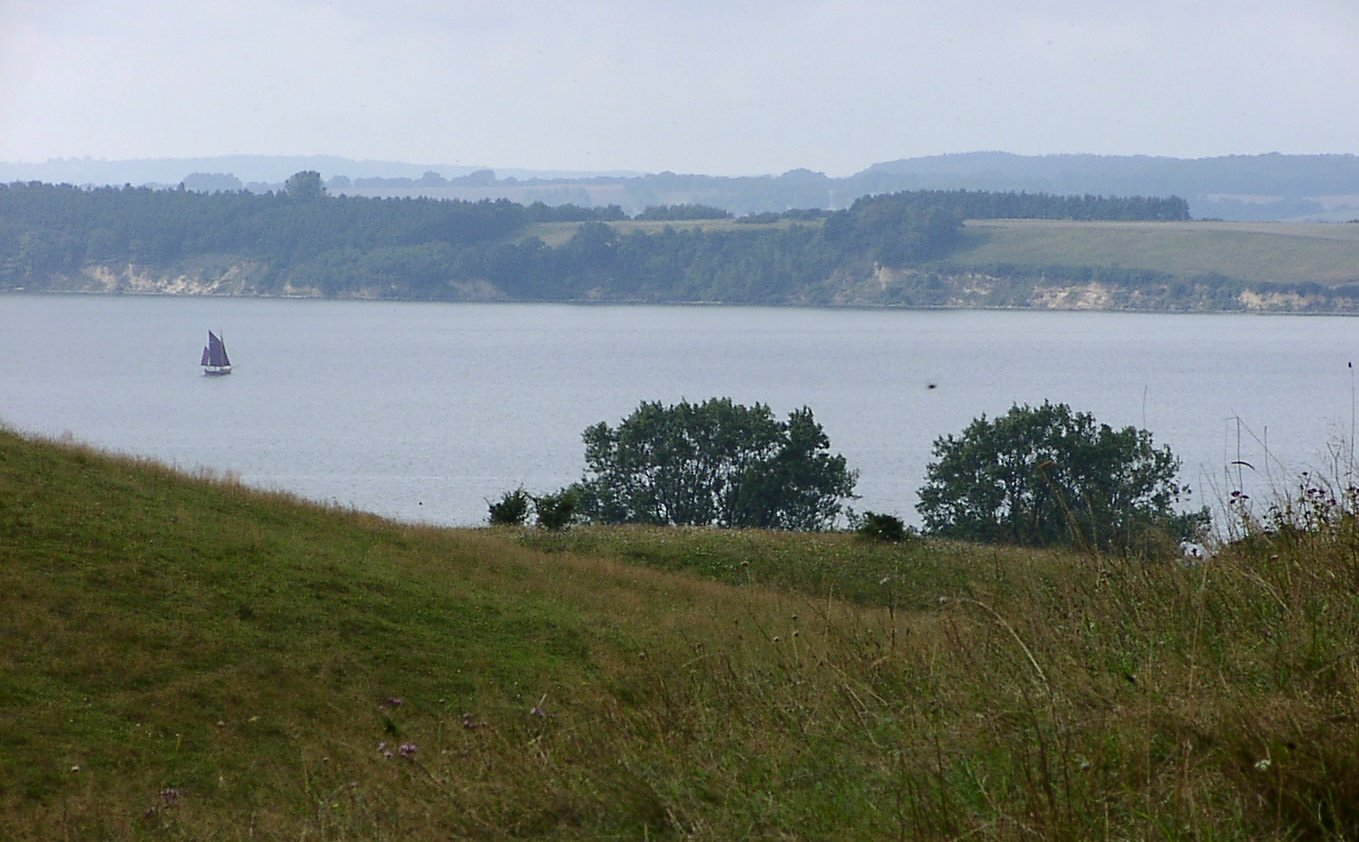
Mönchgut, Groß Zicker, Blick von den Zickerschen Bergen auf Hagensche Wiek

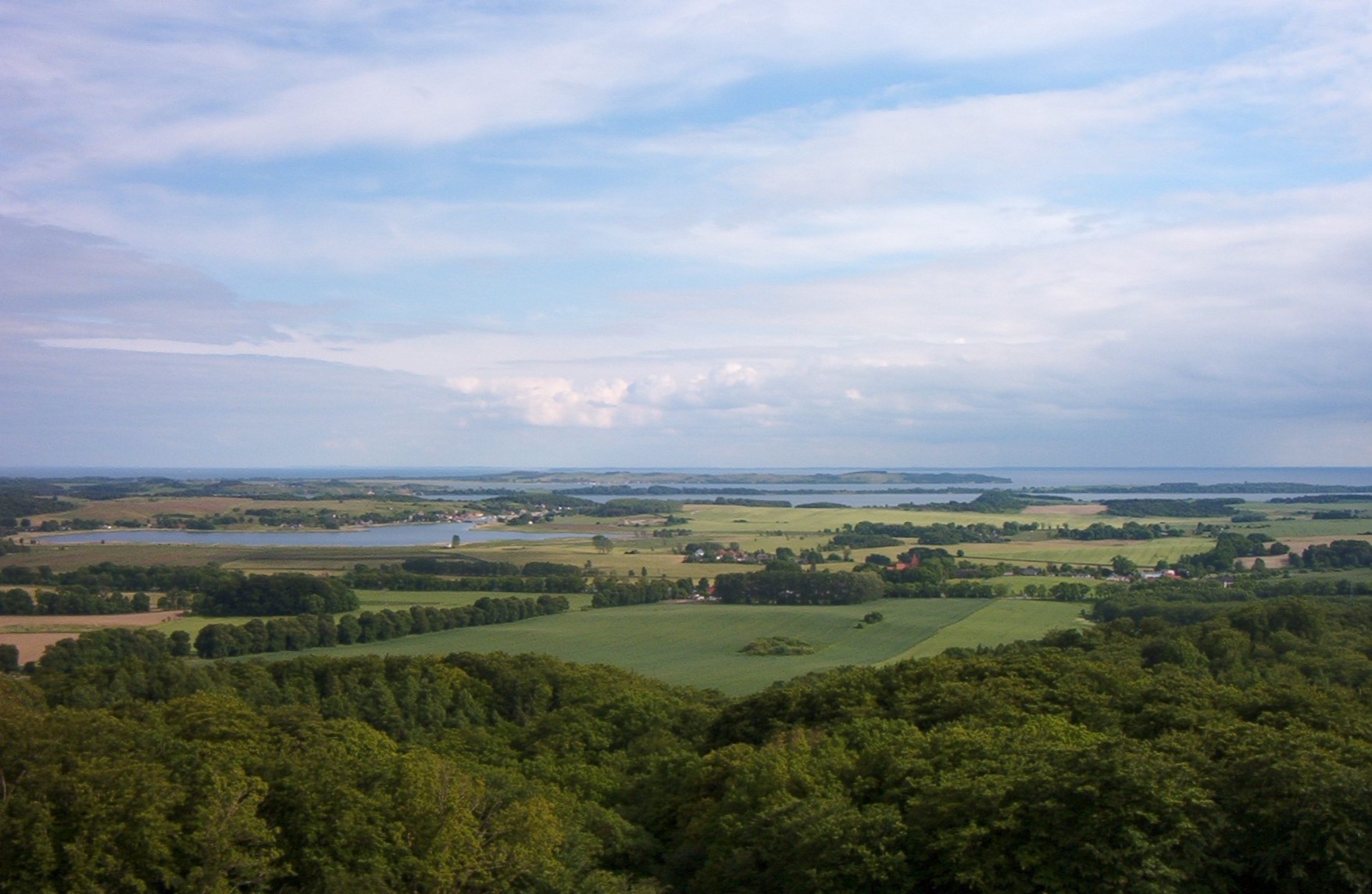
Blick auf Mönchgut vom Jagdschloss Granitz

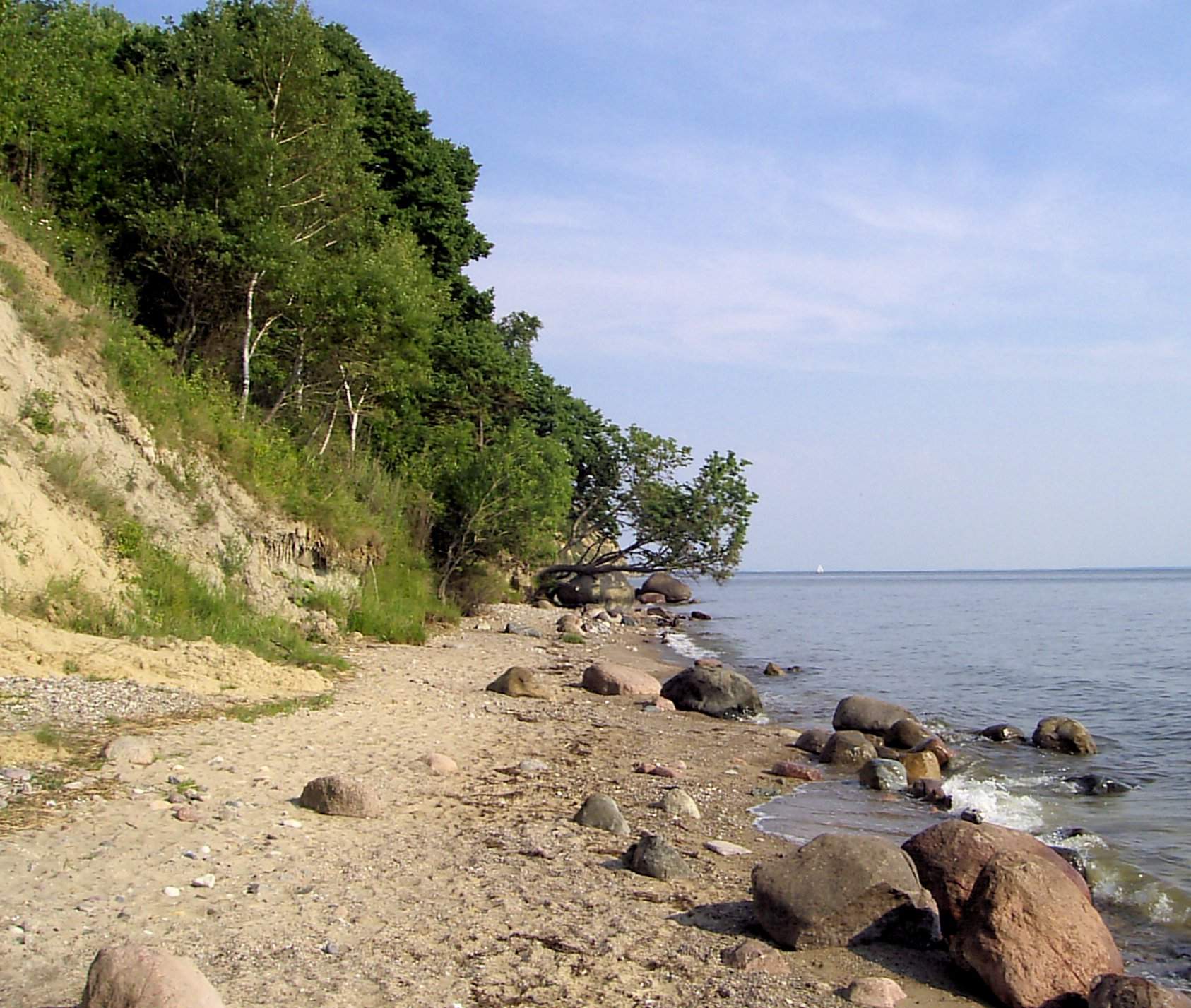
Kliffküste am westlichsten Punkt des Großen Zickers

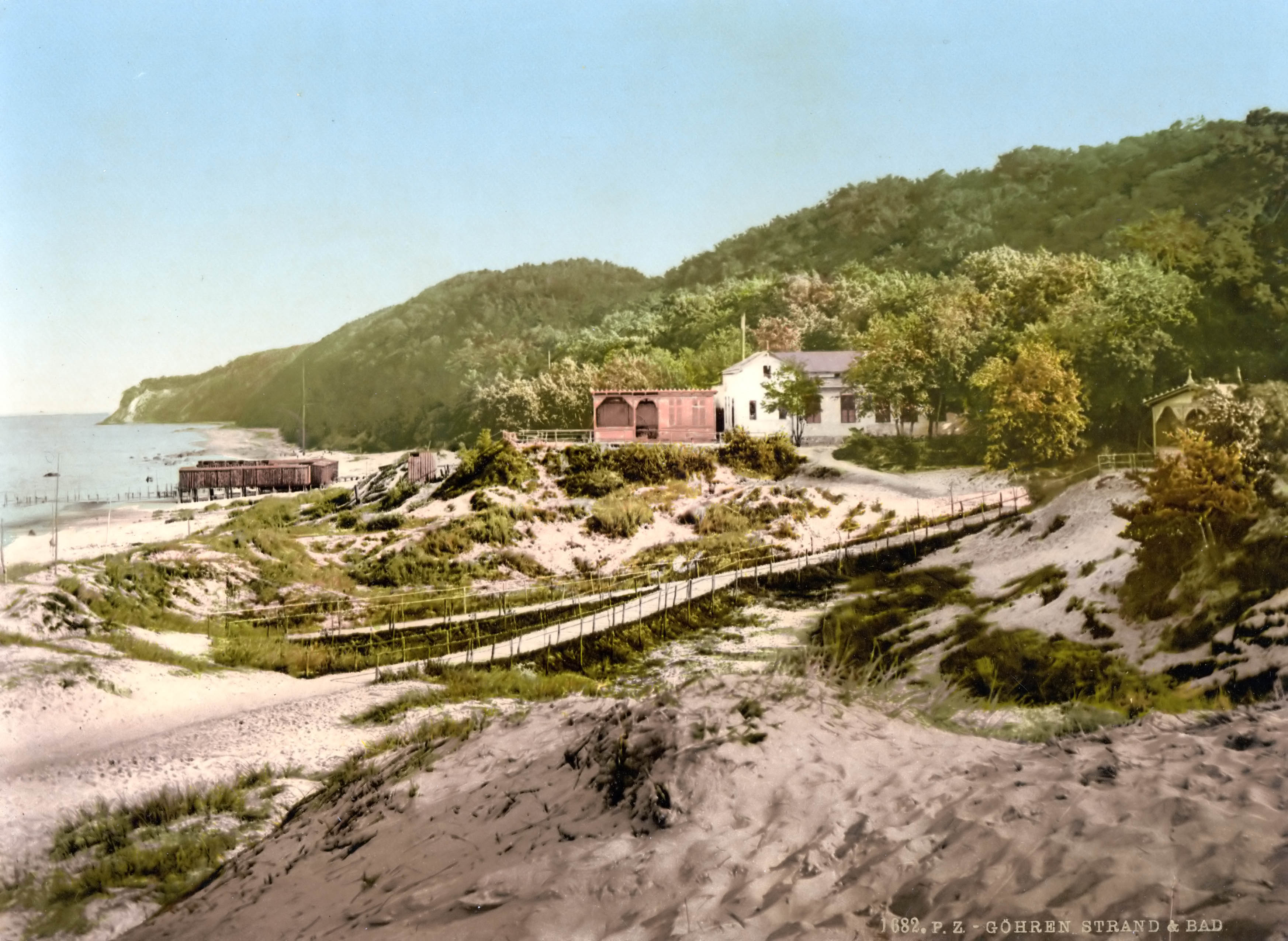
Historische Ansicht von Strand und Bad in Göhren, ca. 1890–1900

Tracht der Mönchguter Fischer um 1890 (koloriert)

Mönchgut (niederdeutsch Mönnichgaud) ist eine 29,44 Quadratkilometer große Halbinsel im Südosten der deutschen Ostsee-Insel Rügen in Mecklenburg-Vorpommern. Sie trennt den Greifswalder Bodden von der Ostsee.

## Geografie
Auf Mönchgut liegen die Orte Göhren, Baabe, Lobbe,  Middelhagen, Gager, Groß Zicker, Klein Zicker und Thiessow; die Halbinsel ist Teil des Amts Mönchgut-Granitz. Das Mönchgut gehört vollständig zum Biosphärenreservat Südost-Rügen und der überwiegende Teil zum Naturschutzgebiet Mönchgut.
Die Halbinsel besteht aus mehreren Landzungen wie der Halbinsel Reddevitz, dem Kleinen und Großen Zicker. Die Bucht zwischen Rügen und dem Reddevitzer Höft heißt Having. Die zwischen der Halbinsel Reddevitz und dem Großen Zicker ist die Hagensche Wiek, der Zicker See trennt den Großen vom Kleinen Zicker. In Richtung Osten ist die Insel Greifswalder Oie der Halbinsel vorgelagert.
Die Halbinsel hat mit dem Bakenberg eine Erhebung von 66 Metern. Mönchgut ist etwa 10 Kilometer lang und 3 Kilometer breit. Seine Küstenlinie ist 53 Kilometer lang.

## Geschichte
Den Namen erhielt die Halbinsel im Mittelalter, als sie dem Kloster Eldena bei Greifswald gehörte. Fürst Jaromar II. von Rügen hatte das Land Reddevitz, das den größeren Teil der Halbinsel bildet, 1252 dem Kloster übergeben. Den übrigen, südlichen Teil der Halbinsel kaufte Abt Martin von Eldena 1360 für nur 3180 Mark von der Familie Bonow. Seitdem hieß die Halbinsel „Mönchegud“. Das Kloster trennte seinen Besitz durch den nördlich von Baabe gelegenen Mönchgraben vom Rest Rügens ab. Nach der Reformation von 1534 fiel Mönchgut an den Landesherrn, die Herzöge von Pommern-Wolgast.
Bis Ende des 19. Jahrhunderts lebten die Bewohner des Landstrichs hauptsächlich vom Fischfang und von Lotsentätigkeiten. Ihren Alltag und das beginnende Ende der bäuerlichen Zeit schilderte die Heimatschriftstellerin Ina Rex in ihrem Roman Nivellierarbeit der Zeit von 1910 anhand des Lebenswegs einer Bauerntochter aus Groß Zicker im konservativen Milieu auf Mönchgut. Bekannte Mönchguter Heimatforscher waren Fritz Worm und Willy Dumrath.

## Sehenswürdigkeiten
Heute ist die Gegend vorwiegend auf den Tourismus angewiesen. Zu den Attraktionen zählt das Heimatmuseum in Göhren. Das Freilichtmuseum liegt auf alten Siedlungsanlagen und veranschaulicht die Geschichte der Halbinsel. Hier gibt es auch eine Ausstellung prachtvoller Trachten, für die Mönchgut bekannt ist und die noch auf Folklorevorführungen getragen werden. Bei Göhren kann man den Buskam, einen der größten Findlinge, besichtigen. Auf Mönchgut liegt eines der über 54 auf Rügen noch erhaltenen Hünengräber. Das Herzogsgrab im Mönchguter Forst wurde 1920 wiederentdeckt und von 1922 bis 1924 sowie 1962 archäologisch untersucht. Sieben weitere solcher Megalithanlagen können bei dem nahegelegenen Ort Lancken-Granitz besichtigt werden (Großsteingräber bei Lancken-Granitz). Auch mehrere Überreste von Schanzen aus dem 17. bis 19. Jahrhundert sind als Bodendenkmale erhalten.
Das Windschöpfwerk Lobbe zwischen Middelhagen und Lobbe war eines der wenigen Windräder, die als Pumpanlage fungierten. Es ist ein technisches Denkmal. Im November 2018 ist es durch einen Sturm umgestürzt, wurde aber zwischenzeitlich wieder repariert und aufgebaut.
Göhren ist die Endstation der dampfbetriebenen Schmalspurbahn Rasender Roland, ebenfalls ein technisches Denkmal.

## Sonstiges
Mönchgut ist auch der Name eines Schiffes, das zwischen Rügen, Usedom und Greifswald verkehrt.